# 斯克里韋里市鎮
斯克里韋里市鎮，曾是拉脫維亞的一個市鎮，設立於2009年。位於該國中部，人口4117人，面積105.4平方公里，人口密度約39人/km2。
2021年7月1日，斯克里韋里市鎮与其它市镇一起合并至艾茲克勞克萊市鎮。

## 外部連結
- 艾茲克勞克萊市鎮官方網站 （页面存档备份，存于） （拉脱维亚文） （英文） （俄文）